# Carulaspis minima
Carulaspis minima är en insektsart som först beskrevs av Victor Antoine Signoret 1869.  Carulaspis minima ingår i släktet Carulaspis och familjen pansarsköldlöss. Inga underarter finns listade i Catalogue of Life.